# Sorico
Sorico là một đô thị ở tỉnh Como trong vùng Lombardia, có cự ly khoảng 80 km về phía bắc của Milan và khoảng 45 km về phía đông bắc của Como. Tại thời điểm ngày 31 tháng 12 năm 2004, đô thị này có dân số 1.188 người và diện tích là 23,3 km².
Đô thị Sorico có các frazioni (các đơn vị trực thuộc, chủ yếu là các làng) Albonico, Bugiallo, và Dascio.
Sorico giáp các đô thị: Dubino, Gera Lario, Montemezzo, Novate Mezzola, Samolaco, Verceia.